# Halictus laticephalus
Halictus laticephalus är en biart som beskrevs av Warncke 1984. Halictus laticephalus ingår i släktet bandbin, och familjen vägbin. Inga underarter finns listade i Catalogue of Life.